# Gletscherexpress (Pitztaler Gletscher)
Der Gletscherexpress (ursprünglich Pitzexpress, auch Pitztaler Gletscherbahn) ist eine in einem Stollen verlaufende Standseilbahn in den Ötztaler Alpen in Tirol. Sie verbindet Mittelberg am Talschluss des Pitztals mit dem Gletscherschigebiet am Mittelbergferner (als Skigebiet unter dem Namen Pitztaler Gletscher vermarktet) und unterquert dabei den Grat vom Mittagskogel zum Grabkogel. Die Bahn wird von der Pitztaler Gletscherbahn GmbH & Co KG betrieben.

## Geschichte
In den 1970er Jahren kamen die ersten Ideen für ein Gletscherschigebiet im hinteren Pitztal auf. Nachdem Investoren gefunden worden waren, wurde 1980 die Pitztaler Gletscherbahn GmbH & Co. KG gegründet. Am 16. Jänner 1982 erfolgte die Andrehfeier, am 11. März 1983 die Durchschlagsfeier für den Pitzexpress. Am 23. Dezember 1983 wurde die Bahn in Betrieb genommen. Die Seilbahntechnik stammt von Waagner-Biró. Die Stationsgebäude wurden von der Werkgemeinschaft Innsbruck entworfen, ein Zubau zur Bergstation von Josef Lackner.
Nach der Brandkatastrophe der Gletscherbahn Kaprun 2 wurden 2001 die Sicherheitsmaßnahmen verbessert. Dafür wurden Sprinkleranlagen in den Wagen und ein Beleuchtungssystem im Tunnel installiert. 2018 wurden die elektrotechnischen und sicherheitstechnischen Einrichtungen erneuert. Im Juli 2022 wurden die beiden Bahngarnituren durch neue mit größerer Laufruhe ersetzt.
2015 entstand nahe der Bergstation die zum damaligen Zeitpunkt größte Photovoltaikanlage Europas. Die Elemente sind in sieben Zeilen mittels Stahlstützen auf etwa 4 m Höhe aufgeständert und etwa 45° nach Süden geneigt.

## Technische Daten
Die Strecke hat eine horizontale Länge von 3616 Metern, eine schräge Länge von 3786 Metern und überwindet einen Höhenunterschied von 1111 Metern bei einer mittleren Neigung von 31,0 % und einer maximalen Neigung von 37,6 %. Die Standseilbahn hat 2 Wagen, die jeweils 200 Personen fassen. Die Fahrgeschwindigkeit beträgt 43,2 km/h, die Fahrtzeit 7,2 Minuten. Damit ergibt sich eine maximale Förderleistung von 1620 Personen pro Stunde und eine Transportkapazität von 1800 Personenhöhenkilometern pro Stunde.